# Martha Navarro
Martha Navarro (Ciudad de México, 27 de diciembre de 1937- Ibidem., 30 de diciembre de 2020)fue una actriz de cine, televisión y doblaje mexicana.

## Biografía
Estudió actuación en la Escuela Nacional de Arte Teatral del INBAL.Debutó como actriz en 1967 en la telenovela Ellas.
Su salto a la fama se produjo en 1975 en la película La pasión según Berenice, dirigida por Jaime Humberto Hermosillo. Por su actuación protagónica recibió el Premio Ariel y el Premio El Heraldo de México a la Mejor Actriz. Compartió créditos con actores de la talla de Pedro Armendáriz Jr., Emma Roldán y Blanca Torres.
Desarrolló una impecable carrera tanto en cine como en televisión, participó en las películas Longitud de guerra, Bloody Marlene, Rosa de dos aromas, De noche vienes, Esmeralda y Corazones rotos entre otras. Participó en telenovelas como La pasión de Isabela, Marionetas, La fuerza del amor, Yo no creo en los hombres, Retrato de familia y Lo que es el amor.
Martha ha ganado un total de tres Premios Arieles. Todos ellos en cada una de las categorías en los que una actriz puede ser nominada: Mejor actriz por La pasión según Berenice; Mejor actriz de cuadro por Rosa de dos aromas y Mejor coactuación femenina por De noche vienes, Esmeralda.
En 2011, participó en la telenovela de Telemundo Amar de nuevo interpretando a Justa.
Falleció el 30 de diciembre de 2020 a los 83 años en la Ciudad de México por causas desconocidas. Su fallecimiento fue informado por la Asociación Nacional de Intérpretes (ANDI).

## Filmografía

### Cine
- Sexo impostor (2005)
- Bodas de oro (2005) .... Eloísa
- Corazones rotos (2001) .... Doña Sol
- Libre de culpas (1997) .... La Madre
- De noche vienes, Esmeralda (1997) .... Lucita
- El amor de tu vida S.A. (1996) .... Dependienta dulcería
- El anzuelo (1996) .... Paulina
- Tres minutos en la oscuridad (1996)
- El jinete de la divina providencia (1991)
- Danzón (1991) .... Bruja
- Intimidades de un cuarto de baño (1991) .... Berta
- Lola (1989) .... Chelo
- Rosa de dos aromas (1989)
- Estigma (1988)
- Astucia (1986)
- Las inocentes (1986) .... Sor Sidonia
- El corazón de la noche (1984) .... Mujer en silla de ruedas
- Bloody Marlene (1979) .... Señora Leach
- María de mi corazón (1979)
- Naufragio (1978)
- Longitud de guerra (1976)
- La pasión según Berenice (1976) .... Berenice Bejarano
- Meridiano 100 (1976)
- El santo oficio (1974) .... Catalina Morales
- El jardín de la Tía Isabel (1972)
- El ídolo (1971)
- Siete Evas para un Adán (1971) .... Nina
- El jardín de tía Isabel (1971)
- Don Juan 67 (1967) .... Abogada
- El asesino se embarca (1967) .... Rosita
- Me quiero casar (1967)

### Series de TV
- Lo que callamos las mujeres (2001) .... Elena / Clara
- Mujer, casos de la vida real (1995 - 1997) (2 episodios)
- Hora marcada (1990) .... Madre (episodio: "Nariely")

### Telenovelas
- Amar de nuevo (2011) .... Justa
- La otra mitad del sol (2005)
- Lo que es el amor (2001) .... Doña Adriana
- El amor de mi vida (1998) .... Ofelia de Valdez
- Una luz en el camino (1998) .... Consuelo
- Camila (1998) .... Digna
- La sombra del otro (1996)
- Retrato de familia (1995) .... Rosario de Bárcenas
- Caminos cruzados (1994) .... Silvia
- Tenías que ser tú (1993)
- Yo no creo en los hombres (1991) .... Esperanza Robledo
- La fuerza del amor (1990) .... Gertrudis
- Marionetas (1986) .... Sofía
- La pasión de Isabela (1984) .... Matilde Castañedo
- Mi amor frente al pasado (1979)
- Una mujer (1978)
- Tiempo de perdón (1968)
- Tres vidas distintas (1968)
- Sonata de otoño (1967) .... Gloria
- La duda (1967) .... Elodia
- Ellas (1967)

### Doblaje
- The A-Team - Amy Amanda Allen (1.ª voz)
- Misión imposible (1988) - Voces adicionales
- Renegado - Voces adicionales
- The Delta Force - Voces adicionales
- Dinosaurios - Voces adicionales
- Saber Marionette - Voces adicionales
- La ley y el orden - Voces adicionales (1.ª - 8.ª temporada)
- La ley y el orden: UVE - Voces adicionales (1.ª - 5.ª temporada)
- Slam Dunk - Voces adicionales (episodios 66 - 100)
- Sailor Moon - Admiradora de Yosaku (episodio 112), U-Pasokon (episodio 120)

## Reconocimientos

### Premios Ariel
| Año  | Categoría                  | Película                           | Resultado |
| ---- | -------------------------- | ---------------------------------- | --------- |
| 1998 | Mejor coactuación femenina | De noche vienes, Esmeralda         | Ganadora  |
| 1990 | Mejor actriz de cuadro     | Rosa de dos aromas                 | Ganadora  |
| 1989 | Mejor actriz               | El jinete de la divina providencia | Nominada  |
| 1977 | Mejor actriz               | La pasión según Berenice           | Ganadora  |

### El Heraldo de México
| Año  | Categoría                 | Película                 | Resultado |
| ---- | ------------------------- | ------------------------ | --------- |
| 1977 | Heraldo a la Mejor Actriz | La pasión según Berenice | Ganadora  |